# ديفيد لي (ملحن)
ديفيد لي (بالإنجليزية: David Lee)‏ هو ملحن وطبال أمريكي، ولد في 4 يناير 1941 في نيو أورلينز في الولايات المتحدة.

## وصلات خارجية
- ديفيد لي على موقع ميوزك برينز (الإنجليزية)
- ديفيد لي على موقع أول ميوزيك (الإنجليزية)
- ديفيد لي على موقع ديسكوغز (الإنجليزية)